# Tjuzjije pisma
Tjuzjije pisma (russisk: Чужие письма, da.: Andre folks breve) er en sovjetisk spillefilm fra 1975 instrueret af Ilja Averbakh.

## Medvirkende
- Irina Kuptjenko som Vera Ivanovna
- Svetlana Smirnova som Zina Begunkova
- Sergej Kovalenkov som Igor
- Zinaida Sjarko som Angelina Grigorjevna
- Oleg Jankovskij som Prjakhin